# Little Wolford
Little Wolford – wieś i civil parish w Anglii, w hrabstwie Warwickshire, w dystrykcie Stratford-on-Avon. W 2001 roku civil parish liczyła 108 mieszkańców.

## Etymologia
Nazwa "Wolford" pochodzi z języka staroangielskiego od słów "wulf" (wilk) i "weard" (strażnik), co można tłumaczyć jako "miejsce chronione przed wilkami" lub "ogrodzenie chroniące stada przed wilkami".

## Historia
W Domesday Book (1086 rok) osada była wymieniana jako 'Ulware', 'Ulwarda' i 'Wolwarde'. Po podboju normańskim ziemie te należały do trzech głównych właścicieli: biskupa Odo z Bayeux, Roberta de Beaumont, 1. hrabiego Leicester, oraz Roberta de Stafford. W tamtym czasie wioska składała się z kilku gospodarstw rolnych, na których pracowali wieśniacy, półrolnicy i niewolnicy.
W XIX wieku Little Wolford było częścią dywizji Brailes w setni Kington i opisywane jako przysiółek Great Wolford. W 1801 roku populacja parafii wynosiła 229 osób. Do 1841 roku Little Wolford liczyło 274 mieszkańców w 53 domach na obszarze 1324 akrów, z czego 339 akrów stanowiły ziemie wspólne lub nieużytki.

## Zabytki
W Little Wolford znajduje się kilka budynków o znaczeniu historycznym. Najważniejszym z nich jest Little Wolford Manor, dwór z XV lub początku XVI wieku, wpisany na listę zabytków klasy II*. Dwór ten został odrestaurowany w 1935 roku przez Normana Jewsona i jest otoczony 34 akrami ogrodów i pastwisk.

## Geografia i społeczność
Little Wolford to wioska o charakterze typowo rolniczym, bez udogodnień takich jak sklepy czy szkoły. Najbliższe miasta to Moreton-in-Marsh (około 4 mile na południowy zachód) i Shipston-on-Stour (około 3 mile na północ). Sąsiednia wioska Great Wolford znajduje się około 1 mili na południowy zachód. Przez parafię przebiega droga A3400, łącząca Shipston-on-Stour z Chipping Norton.